# Van Dijk’s Koek- en Beschuitfabriek
Van Dijk’s Koek- en Beschuitfabriek, oorspronkelijk Van Dijk’s Beschuitfabriek was een fabriek in de Noord-Hollandse stad Haarlem. De fabriek was gelegen aan de Paul Krugerkade, waarlangs een havenarm lag vanaf het Spaarne, nabij de Spaarndamseweg in Haarlem-Noord.
De fabriek is tussen 1900 en 1902 gebouwd, naar ontwerp van Jacob van den Ban. De directie van de fabriek werd onder andere gevormd door H.J. van Dijk en aannemer G.P.J. Beccari. Op 1 februari 1904 werd de fabriek onder dezelfde handelsnaam voortgezet door fabrikanten Louis en Isidore Cohen. In de fabriek werd koek en beschuit vervaardigd.
Tijdens de Tweede Wereldoorlog stond de fabriek onder beheer van de Duitse bezetter. In 1949 werd bekend dat I. Cohen was omgekomen gedurende de oorlog. Medio 1949 werd de inboedel van de fabriek geveild. En op 31 december 1950 officieel opgeheven.
Het industrieel gebouw aan de inmiddels gedempte Paul Krugerkade resteert en is een gemeentelijk monument.